# Kongen er død - Kongen leve
Kongen er død - Kongen leve er en film instrueret af Helge Robbert.

## Handling
En reportagefilm om begivenhederne omkring Christian X's bisættelse og Frederik IX's udråbelse til konge. Statsminister Knud Kristensen proklamerer.